# Marathon van Enschede 1965

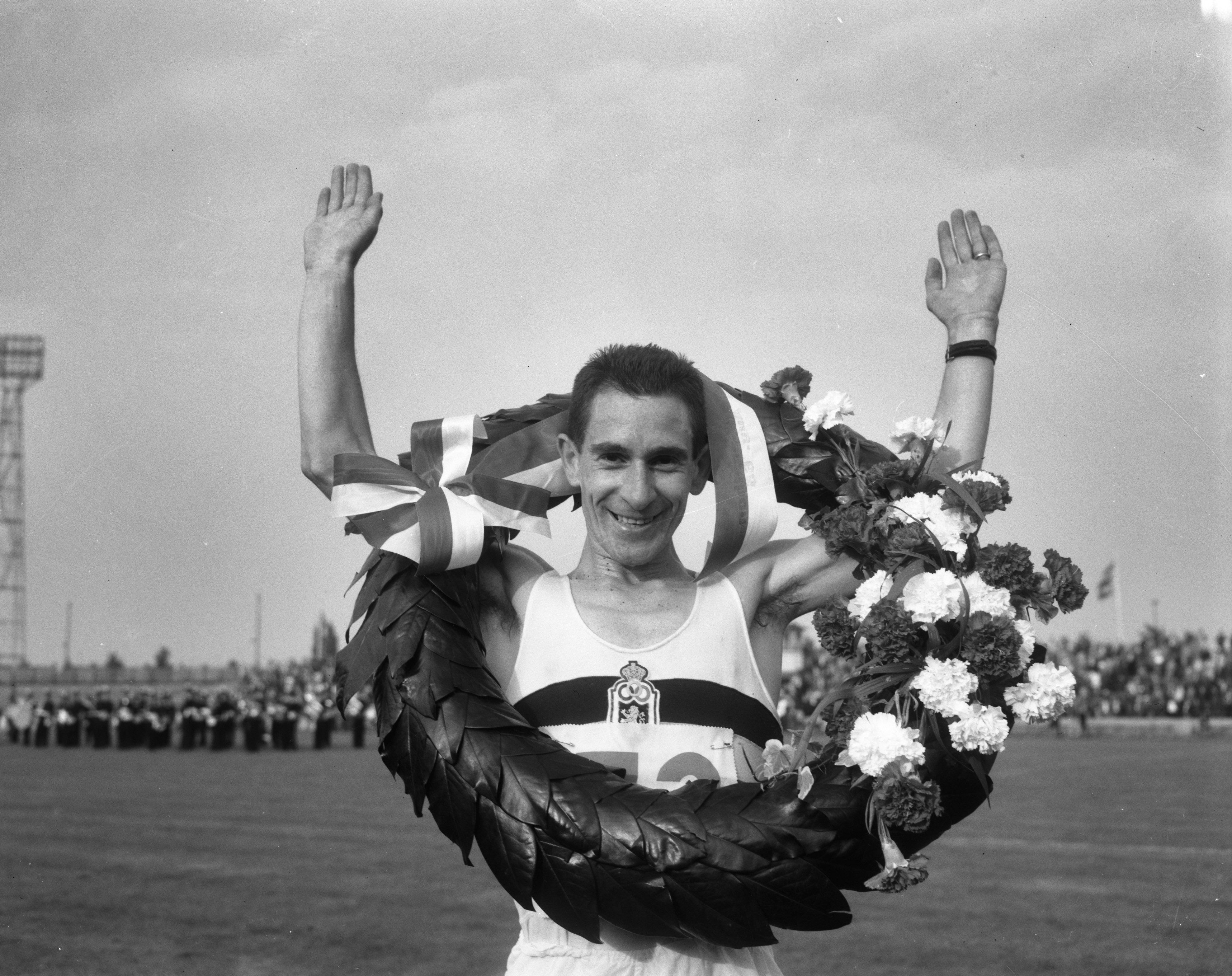
Winnaar Aureel Vandendriessche

De marathon van Enschede 1965 werd gelopen op zaterdag 28 augustus 1965. Het was de tiende editie van de marathon van Enschede. De Belg Aureel Vandendriessche kwam als eerste over de streep in 2:21.16.
Bij deze wedstrijd werd ook het Nederlands kampioenschap op de marathon gehouden. De nationale titel werd veroverd door Aad Steylen. Hij finishte in 2:30.45 als vierde overall.
Marathonwedstrijden voor vrouwen bestonden er in die tijd nog niet.

## Uitslagen

### Mannen
| rang   | naam                   | land | tijd    |
| ------ | ---------------------- | ---- | ------- |
| Goud   | Aureel Vandendriessche | BEL  | 2:21.16 |
| Zilver | Vaclav Chudomel        | TCH  | 2:26.55 |
| Brons  | Karl-Heinz Speckmann   | FRG  | 2:28.10 |
| 4      | Aad Steylen            | NED  | 2:30.45 |
| 5      | Pavel Kantorek         | TCH  | 2:31.40 |
| 6      | Rudi Mol               | NED  | 2:31.42 |
| 7      | Ron Franklin           | WAL  | 2:31.58 |
| 8      | Gordon Dickson         | CAN  | 2:33.57 |
| 9      | Vojtek Hec             | TCH  | 2:34.18 |
| 10     | De Poortere            | BEL  | 2:35.25 |
| 19     | Cockie van Blerck      | NED  | 2:43.31 |

1947 ·
1949 ·
1951 ·
1953 ·
1955 ·
1957 ·
1959 ·
1961 ·
1963 ·
1965 ·
1967 ·
1969 ·
1971 ·
1973 ·
1975 ·
1977 ·
1979 ·
1981 ·
1983 ·
1985 ·
1987 ·
1989 ·
1991 ·
1992 ·
1993 ·
1994 ·
1995 ·
1996 ·
1997 ·
1998 ·
1999 ·
2000 ·
2001 ·
2002 ·
2003 ·
2004 ·
2005 ·
2006 ·
2007 ·
2008 ·
2009 ·
2010 ·
2011 ·
2012 ·
2013 ·
2014 ·
2015 ·
2016 ·
2017 ·
2018 ·
2019 ·
2020 · 2021 ·
2022 ·
2023 ·
2024 ·
2025